# Journal d'une femme en blanc (roman)
 (juillet 2013).
Ne doit pas être confondu avec Journal d'une femme en blanc.
Le Journal d'une femme en blanc est un roman de André Soubiran. Le premier tome du roman a été publié en 1963, et le second en 1964. Un film en a été tiré par Claude Autant-Lara l'année suivante, en 1965, également sous le titre Journal d'une femme en blanc.

## Résumé du tome 1
Claude Sauvage a fait son internat à l’hôpital de Gennevilliers en 1960. Sa thèse de doctorat traite des conséquences de la contraception. Elle s'attache à une femme ayant contracté un tétanos post abortum mais elle meurt malgré les soins. Claude ne veut pas se marier, son métier sera son mari. Lachaux, médecin qui l'a encadrée pendant son internat, vient la voir en vacances et lui déclare sa flamme mais elle le repousse.

## Analyse et contexte
L’œuvre s'inscrit dans la période précédant 1968, alors que le planning familial commence à apparaître, avec la création en 1962 du collège des médecins du Planning familial, parfois qualifié de coup de force symbolique. Le roman contribue lui-même à sensibiliser l'opinion publique à ces questions, tout particulièrement au travers du film qui en est tiré en 1965 par Claude Autant-Lara, mais que la télévision ne diffusera pas avant 1973, deux ans avant la loi Veil sur l'interruption volontaire de grossesse.